# Isoetes herzogii
Isoetes herzogii är en kärlväxtart som beskrevs av Georg Heinrich Weber. Isoetes herzogii ingår i släktet braxengräs, och familjen Isoetaceae. Inga underarter finns listade i Catalogue of Life.